# Antonio Juan Baseotto
Antonio Juan Baseotto CSsR (Buenos Aires, 4 de abril de 1932 – Buenos Aires, 26 de maio de 2025) foi um ministro católico romano argentino e bispo emérito do Ordinariato Militar argentino.

## Carreira
Antonio Juan Baseotto ingressou na Congregação Redentorista e foi ordenado sacerdote em 6 de abril de 1957.
O Papa João Paulo II o nomeou Bispo Coadjutor de Añatuya em 1º de fevereiro de 1991. O Bispo de Añatuya, Jorge Gottau CSsR, o consagrou em 27 de abril do mesmo ano; Os co-consagradores foram Manuel Guirao, Bispo de Santiago del Estero, e Dom Ubaldo Calabresi, Núncio Apostólico na Argentina.
Com a aposentadoria de Jorge Gottaus CSsR, ele o sucedeu em 21 de dezembro de 1992 como Bispo de Añatuya. 
Em 8 de novembro de 2002 foi nomeado Bispo do Ordinariato Militar Argentino e empossado em 18 de dezembro do mesmo ano. Ao criticar publicamente a lei de legalização do aborto apresentada pelo governo de Néstor Kirchner, Kirchner o dispensou por decreto de suas funções de bispo militar. A Santa Sé manteve Baseotto, mas a liderança do exército tornou praticamente impossível para ele exercer seu cargo.
Em 15 de maio de 2007, o Papa Bento XVI aceitou seu pedido de demissão por razões de idade.

## Morte
Baseotto morreu no dia 26 de maio de 2025, aos 93 anos.